# Wereldkampioenschappen baanwielrennen 2022
De wereldkampioenschappen baanwielrennen 2022 werden van woensdag 12 tot en met zondag 16 oktober 2022 gehouden in het Vélodrome van Saint-Quentin-en-Yvelines, ten westen van de Franse hoofdstad Parijs. Er stonden 22 onderdelen op het programma, elf voor mannen en elf voor vrouwen. Twee jaar later zal het baankampioenschap van de Olympische Zomerspelen 2024 op dezelfde wielerbaan plaatsvinden.

## Deelnemers

### Belgische deelnemers
De Belgische selectie voor het wereldkampioenschap zag er als volgt uit:
- Sprintonderdelen vrouwen: Nicky Degrendele
- Duuronderdelen mannen: Tuur Dens, Lindsay De Vylder, Fabio Van Den Bossche, Jules Hesters, Noah Vandenbranden, Thibaut Bernard, Brent Van Mulders, Gianluca Pollefliet
- Duuronderdelen vrouwen: Shari Bossuyt, Katrijn De Clercq, Lotte Kopecky, Marith Vanhove

### Nederlandse deelnemers
De Nederlandse selectie voor het wereldkampioenschap zag er als volgt uit:
- Sprintonderdelen mannen: Jeffrey Hoogland, Harrie Lavreysen, Roy van den Berg, Sam Ligtlee, Tijmen van Loon
- Sprintonderdelen vrouwen: Shanne Braspennincx, Laurine van Riessen, Kyra Lamberink, Hetty van de Wouw, Steffie van der Peet
- Duuronderdelen mannen: Roy Eefting, Vincent Hoppezak, Jan-Willem van Schip, Philip Heijnen, Yoeri Havik
- Duuronderdelen vrouwen: Maike van der Duin, Amber van der Hulst, Daniek Hengeveld, Marit Raaijmakers, Mylène de Zoete

### Surinaamse deelnemer
De Surinaamse renner Jaïr Tjon En Fa deed mee aan de sprintonderdelen keirin en individuele sprint.

## Wedstrijdschema
| Datum                | Onderdeel mannen                         | Onderdeel vrouwen                        |
| -------------------- | ---------------------------------------- | ---------------------------------------- |
| Woensdag 12 oktober  | Teamsprint                               | Teamsprint, scratch                      |
| Donderdag 13 oktober | Keirin, scratch, ploegenachtervolging    | Ploegenachtervolging, afvalkoers         |
| Vrijdag 14 oktober   | Achtervolging, puntenkoers, 1 km tijdrit | Sprint, omnium                           |
| Zaterdag 15 oktober  | Omnium                                   | Achtervolging, 500m tijdrit, koppelkoers |
| Zondag 16 oktober    | Sprint, koppelkoers, afvalkoers          | Puntenkoers, keirin                      |

## Medailles

### Mannen
| Onderdeel            | Goud | Goud                                                             | Zilver | Zilver                                                                   | Brons | Brons                                                                  |
| -------------------- | ---- | ---------------------------------------------------------------- | ------ | ------------------------------------------------------------------------ | ----- | ---------------------------------------------------------------------- |
| Sprint               | NED  | Harrie Lavreysen                                                 | AUS    | Matthew Richardson                                                       | AUS   | Matthew Glaetzer                                                       |
| 1 km tijdrit         | NED  | Jeffrey Hoogland                                                 | FRA    | Melvin Landerneau                                                        | ESP   | Alejandro Martínez                                                     |
| Achtervolging        | ITA  | Filippo Ganna                                                    | ITA    | Jonathan Milan                                                           | POR   | Ivo Oliveira                                                           |
| Ploegenachtervolging | GBR  | Ethan Hayter Oliver Wood Ethan Vernon Daniel Bigham              | ITA    | Filippo Ganna Simone Consonni Jonathan Milan Manlio Moro Francesco Lamon | DEN   | Tobias Hansen Carl-Frederik Bévort Lasse Norman Hansen Rasmus Pedersen |
| Teamsprint           | AUS  | Matthew Glaetzer Leigh Hoffman Matthew Richardson Thomas Cornish | NED    | Jeffrey Hoogland Harrie Lavreysen Roy van den Berg                       | GBR   | Jack Carlin Alistair Fielding Hamish Turnbull                          |
| Keirin               | NED  | Harrie Lavreysen                                                 | NED    | Jeffrey Hoogland                                                         | COL   | Kevin Quintero                                                         |
| Scratch              | CAN  | Dylan Bibic                                                      | JPN    | Kazushige Kuboki                                                         | NED   | Roy Eefting                                                            |
| Puntenkoers          | NED  | Yoeri Havik                                                      | GER    | Roger Kluge                                                              | BEL   | Fabio Van Den Bossche                                                  |
| Koppelkoers          | FRA  | Donavan Grondin Benjamin Thomas                                  | GBR    | Ethan Hayter Oliver Wood                                                 | BEL   | Fabio Van Den Bossche Lindsay De Vylder                                |
| Omnium               | GBR  | Ethan Hayter                                                     | FRA    | Benjamin Thomas                                                          | NZL   | Aaron Gate                                                             |
| Afvalkoers           | ITA  | Elia Viviani                                                     | NZL    | Corbin Strong                                                            | GBR   | Ethan Vernon                                                           |

- Renners van wie de namen schuingedrukt staan kwamen in actie tijdens minimaal één ronde maar niet tijdens de finale.

### Vrouwen
| Onderdeel            | Goud | Goud                                                                           | Zilver | Zilver                                                           | Brons | Brons                                                         |
| -------------------- | ---- | ------------------------------------------------------------------------------ | ------ | ---------------------------------------------------------------- | ----- | ------------------------------------------------------------- |
| Sprint               | FRA  | Mathilde Gros                                                                  | GER    | Lea Sophie Friedrich                                             | GER   | Emma Hinze                                                    |
| 500m tijdrit         | FRA  | Taky Marie-Divine Kouamé                                                       | GER    | Emma Hinze                                                       | CHN   | Guo Yufang                                                    |
| Achtervolging        | GER  | Franziska Brauße                                                               | NZL    | Bryony Botha                                                     | GBR   | Josie Knight                                                  |
| Ploegenachtervolging | ITA  | Elisa Balsamo Vittoria Guazzini Chiara Consonni Martina Fidanza Martina Alzini | GBR    | Katie Archibald Neah Evans Josie Knight Anna Morris Megan Barker | FRA   | Clara Copponi Valentine Fortin Victoire Berteau Marion Borras |
| Teamsprint           | GER  | Lea Sophie Friedrich Pauline Grabosch Emma Hinze                               | CHN    | Bao Shanju Guo Yufang Yuan Liying                                | GBR   | Sophie Capewell Emma Finucane Lauren Bell                     |
| Keirin               | GER  | Lea Sophie Friedrich                                                           | JPN    | Mina Sato                                                        | NED   | Steffie van der Peet                                          |
| Scratch              | ITA  | Martina Fidanza                                                                | NED    | Maike van der Duin                                               | GBR   | Jessica Roberts                                               |
| Puntenkoers          | GBR  | Neah Evans                                                                     | DEN    | Julie Leth                                                       | USA   | Jennifer Valente                                              |
| Koppelkoers          | BEL  | Lotte Kopecky Shari Bossuyt                                                    | FRA    | Clara Copponi Valentine Fortin                                   | DEN   | Amalie Dideriksen Julie Leth                                  |
| Omnium               | USA  | Jennifer Valente                                                               | NED    | Maike van der Duin                                               | POR   | Maria Martins                                                 |
| Afvalkoers           | BEL  | Lotte Kopecky                                                                  | ITA    | Rachele Barbieri                                                 | USA   | Jennifer Valente                                              |

### Medaillespiegel
| Plaats | Land                | Goud | Zilver | Brons | Totaal |
| 1      | Nederland           | 4    | 4      | 2     | 10     |
| 2      | Italië              | 4    | 3      | 0     | 7      |
| 3      | Duitsland           | 3    | 3      | 1     | 7      |
| 3      | Frankrijk           | 3    | 3      | 1     | 7      |
| 5      | Verenigd Koninkrijk | 3    | 2      | 5     | 10     |
| 6      | België              | 2    | 0      | 2     | 4      |
| 7      | Australië           | 1    | 1      | 1     | 3      |
| 8      | Verenigde Staten    | 1    | 0      | 2     | 3      |
| 9      | Canada              | 1    | 0      | 0     | 1      |
| 10     | Nieuw-Zeeland       | 0    | 2      | 1     | 3      |
| 11     | Japan               | 0    | 2      | 0     | 2      |
| 12     | Denemarken          | 0    | 1      | 2     | 3      |
| 13     | China               | 0    | 1      | 1     | 2      |
| 14     | Portugal            | 0    | 0      | 2     | 2      |
| 15     | Colombia            | 0    | 0      | 1     | 1      |
| 15     | Spanje              | 0    | 0      | 1     | 1      |
| Totaal | Totaal              | 22   | 22     | 22    | 66     |

## Trivia
Tijdens het WK was er een actie gaande om de revalidatie van Amy Pieters te ondersteunen; haar koppelgenoot en mede-wereldkampioene Kirsten Wild veilde een regenboogtrui.